# 广州香格里拉大酒店

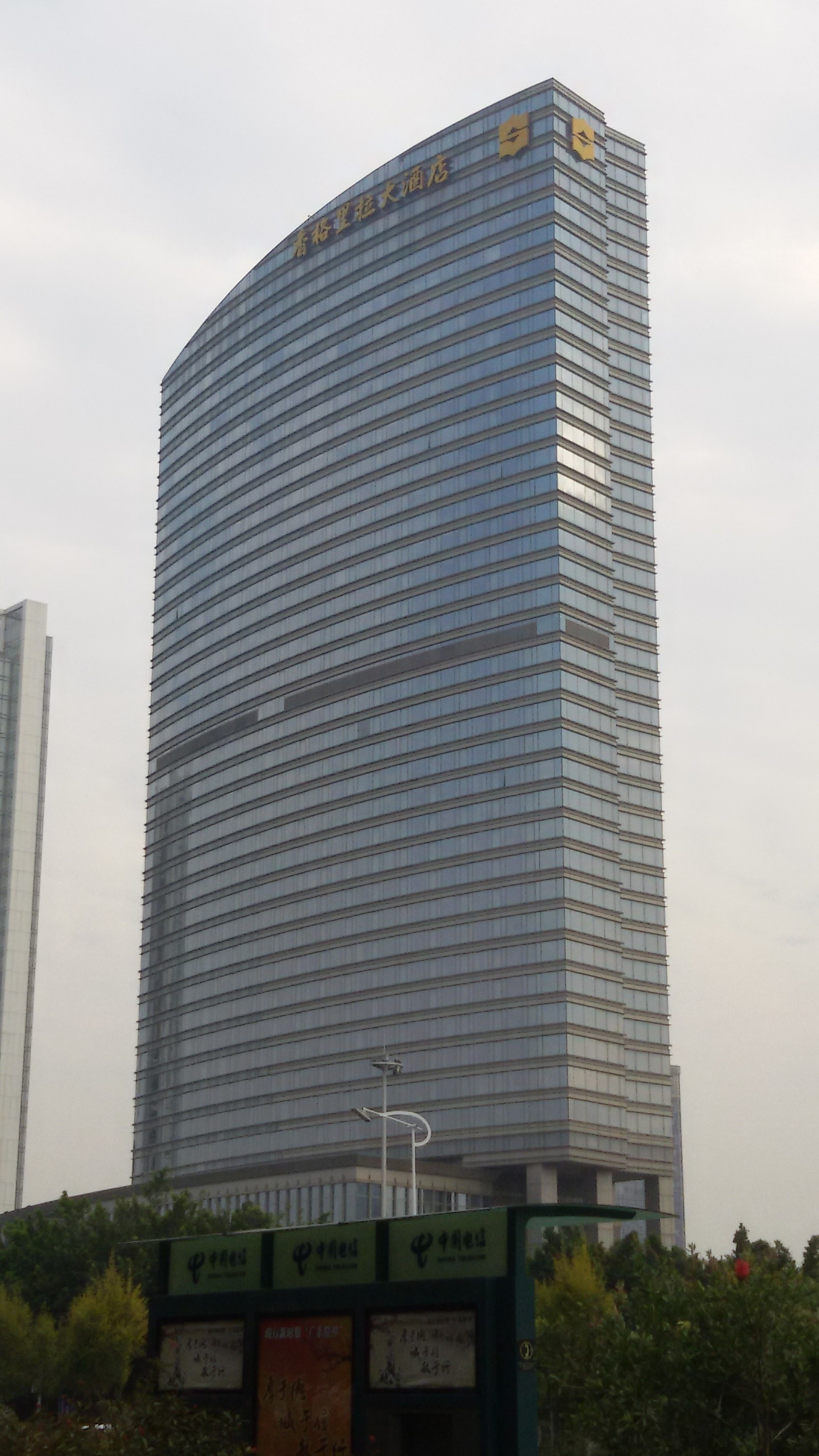
广州香格里拉大酒店大楼

广州香格里拉大酒店（英語：Shangri-La Hotel, Guangzhou）位于中国广州市海珠区，是一家豪华的五星级国际酒店。座落于会展东路1号，临近广州国际会展中心，总投资15亿元，楼高36层。

## 历史
于2007年3月26日开张。为香格里拉酒店管理集团在中国的第二十一家酒店，全球的第五十间酒店。酒店拥有704间客房及套房、26间公寓、6000平方米的会议场地、室内外泳池、网球场及慢跑道等设施。是一所系商务、休闲、娱乐、会议等设施的酒店。

## 公共交通
- 地铁2号线:新港东站